# Absurdistan (film)
Absurdistan is een film van Farbfilm-Verleih. De film werd geregisseerd door Veit Helmer. Absurdistan is de derde langspeelfilm van Helmer, na Tuvalu en Tor zum Himmel.
Het is een komische film met in de hoofdrollen enkele Azerbeidzjaanse acteurs.

## Idee en verhaal
Het idee voor de film is gebaseerd op een klein krantenartikel uit 2001. Vrouwen uit het Turkse dorp Sirt gaan in staking. Zolang de mannen de waterleiding niet herstellen, weigerden zij om seks te hebben met hun mannen. Gegrepen door het dramatische en komische potentieel van deze gebeurtenis, ontwikkelde Veit Helmer, samen met acteur Gordan Mihic en Zaza Buadze het draaiboek over de liefdesgeschiedenis tussen twee jongelui in "oorlogstijd tussen man en vrouw".

## Rolverdeling
| Acteur            | Personage |
| ----------------- | --------- |
| Kristyna Malérová | Ava       |
| Max Mauff         | Temelko   |